# مقاطعة مونرو (آيوا)
مقاطعة مونرو (بالإنجليزية: Monroe County)‏ هي إحدى مقاطعات ولاية آيوا في الولايات المتحدة الأمريكية.